# Port lotniczy Dżerba-Dżardżis
Port lotniczy Dżerba-Dżardzis (IATA: DJE, ICAO: DTTJ) – międzynarodowy port lotniczy położony na wyspie Dżerba, w Tunezji.

## Linie lotnicze i połączenia
| Linia Lotnicza                | Kierunek |
| ----------------------------- | --- |
| ASL Airlines France           | Sezonowo: 1. Paryż-Charles de Gaulle |
| BH Air                        | Sezonowe czartery: 1. Sofia |
| Brussels Airlines             | Sezonowo: 1. Bruksela |
| Discover Airlines             | Sezonowo: 1. Frankfurt 2. Monachium (od 1 maja 2024) |
| EasyJet                       | 1. Genewa |
| Edelweiss Air                 | Sezonowo: 1. Zurych |
| European Air Charter          | Sezonowe czartery: 1. Płowdiw 2. Sofia 3. Warna (od 20 maja 2024) |
| Helvetic Airways              | Sezonowo: 1. Berno (od 7 czerwca 2024) |
| Luxair                        | 1. Luksemburg |
| Neos                          | Sezonowo: 1. Mediolan-Bergamo 2. Bolonia 3. Mediolan-Malpensa 4. Rzym-Fiumicino 5. Werona |
| Nouvelair                     | 1. Lille 2. Lyon 3. Marsylia 4. Nantes 5. Paryż-Charles de Gaulle 6. Tuluza Sezonowo: 1. / Bazylea 2. Berlin 3. Bordeaux 4. Bruksela 5. Kolonia/Bonn 6. Düsseldorf 7. Frankfurt 8. Hanower 9. Lipsk/Halle 10. Monachium 11. Strasburg 12. Stuttgart 13. Wiedeń Sezonowe czartery: 1. Belgrad 2. Lizbona 3. Porto |
| Smartwings                    | Sezonowe czartery: 1. Bratysława 2. Brno 3. Ostrawa 4. Praga |
| Swiss International Air Lines | Sezonowo: 1. Genewa |
| TAP Portugal                  | Sezonowo: 1. Lizbona |
| Transavia.com                 | 1. Paryż-Orly Sezonowo: 1. Lyon 2. Marsylia 3. Montpellier 4. Nantes |
| TUI fly Belgium               | 1. Bruksela Sezonowo: 1. Liège |
| TUI fly Deutschland           | Sezonowo: 1. Düsseldorf 2. Frankfurt 3. Hanower 4. Monachium 5. Stuttgart |
| TUI fly Netherlands           | Sezonowo: 1. Amsterdam |
| Tunisair                      | 1. Düsseldorf 2. Frankfurt 3. Lyon 4. Marsylia 5. Monachium 6. Nantes 7. Nicea 8. Paryż-Orly 9. Strasburg Sezonowo: 1. Berlin 2. Bordeaux 3. Bruksela 4. Genewa 5. Hanower 6. Lizbona 7. Porto 8. Zurych (powrót od 1 czerwca 2024)                                                                              |
| Tunisair Express              | 1. Trypolis 2. Tunis |

## Wypadki i zdarzenia związane z lotniskiem
6 sierpnia 2005 r. lot Tuninter 1153, ATR 72 na trasie z Bari do Dżerby, spadł do Morza Śródziemnego około 18 km od miasta Palermo. Szesnaście z 39 osób na pokładzie zginęło. Wypadek spowodowała awaria instalacji wskaźników ilości paliwa.